# Йохан Филип фон Ханау-Лихтенберг
Йохан Филип фон Ханау-Лихтенберг (на немски: Johann Philipp von Hanau-Lichtenberg; * 13 януари 1626 в Буксвайлер; † 18 декември 1669 в Бабенхаузен) е син на граф Филип Волфганг фон Ханау-Лихтенберг (1595 – 1641) и първата му съпруга графиня Йохана фон Йотинген-Йотинген (1602 – 1639). 
По-големият му брат Фридрих Казимир фон Ханау (1623 – 1685) се жени 1647 г. за принцеса Сибила Кристина фон Анхалт-Десау (1603 – 1686). Йохан Филип получава от баща си за резиденция дворец Бабенхаузен.
Йохан Филип се жени на 16 февруари 1651 г. в Буксвилер за принцеса Сузана Маргарета фон Анхалт-Десау (* 23 август 1610 в Десау; † 13 октомври 1663 в Бабенхаузен), дъщеря на княз Йохан Георг I фон Анхалт-Десау и Доротея фон Пфалц-Зимерн. Тя е по-малка сестра на снаха му Сибила. Бракът е бездетен.
Той има обаче три извънбачни деца:
- дъщеря (* сл. 1663), омъжена за митничарски чиновник.[3]
- син (* сл. 1663), който носи фамилното име „Берг“ и става офицер в милицията на Ханау. [4]
- син (* сл. 1663), който носи също фамилното име „Берг“ и също става офицер в милицията на Ханау.[5]

Йохан Филип прави опит за преврат против брат си Фридрих Казимир, който прави големи финансови задължения в Графство Ханау и се опитва чрез продажби на територии да го санира. В негово отсъствие през ноември 1669 г. той поема управлението. След три дена Фридрих Казимир обаче затваря за брат си вратите на град Ханау.
Йохан Филип умира на 28 декември 1669 г. и е погребан до съпругата му Сузана Маргарета в градската църква Св. Николаус в Бабенхаузен.